# Josh McEachran
Joshua Mark McEachran, detto Josh (Oxford, 1º marzo 1993), è un calciatore inglese, centrocampista dell'Oxford Utd.

## Carriera

### Club
Nato a Oxford, qui ha iniziato a giocare a calcio nel Garden City FC, squadra della Oxford Mail Boys League, dove è stato notato da un osservatore del Chelsea. È stato aggregato ai Blues all'età di 8 anni, facendo parte di tutti i team giovanili, adempiendo nel frattempo ai suoi doveri scolastici presso la Marlborough School di Woodstock.
Il 25 settembre 2010 fa il suo esordio in Premier League, nella sconfitta per 0-1 sul campo del Manchester City. Il 23 novembre seguente debutta in Champions League, nel match vinto per 4-1 contro lo Žilina.
Il 17 gennaio 2012 viene ceduto in prestito allo Swansea City, con cui disputa quattro partite. Nella stagione 2012-2013 gioca in prestito al Middlesbrough, mentre in quella successiva viene girato al Watford fino a gennaio, e poi al Wigan per il resto dell'annata. Nell'estate 2014 viene ceduto agli olandesi del Vitesse, sempre con la formula del prestito.
Il 10 luglio 2015 firma con il Brentford.

### Nazionale
McEachran ha giocato con l'Inghilterra Under-16 e faceva parte della Inghilterra Under-17 con cui ha vinto il Europeo Under-17 del 2010. Le sue prestazioni eccellenti lo hanno fatto diventare in breve tempo un titolare dell'Inghilterra Under-19 venendo poi ulteriormente premiato per la sua ottima forma atletica all'inizio della stagione nella prima squadra del Chelsea con una chiamata nell'Under-21, debuttandovi il 16 novembre 2010 contro la Germania.

## Statistiche

### Presenze e reti nei club
Statistiche aggiornate all'5 maggio 2022.
| Stagione               | Squadra                | Campionato             | Campionato | Campionato | Coppe nazionali | Coppe nazionali | Coppe nazionali | Coppe continentali | Coppe continentali | Coppe continentali | Altre coppe | Altre coppe | Altre coppe | Totale | Totale |
| Stagione               | Squadra                | Comp                   | Pres       | Reti       | Comp            | Pres            | Reti            | Comp               | Pres               | Reti               | Comp        | Pres        | Reti        | Pres   | Reti   |
| ---------------------- | ---------------------- | ---------------------- | ---------- | ---------- | --------------- | --------------- | --------------- | ------------------ | ------------------ | ------------------ | ----------- | ----------- | ----------- | ------ | ------ |
| 2010-2011              | Chelsea                | PL                     | 9          | 0          | FACup+CdL       | 1+1             | 0               | UCL                | 6                  | 0                  | CS          | 0           | 0           | 17     | 0      |
| 2011-2012              | Chelsea                | PL                     | 2          | 0          | FACup+CdL       | 0+3             | 0               | UCL                | 0                  | 0                  | -           | -           | -           | 5      | 0      |
| gen.-giu. 2012         | Swansea City           | PL                     | 4          | 0          | FACup+CdL       | 1+0             | 0               | -                  | -                  | -                  | -           | -           | -           | 5      | 0      |
| 2012-2013              | Middlesbrough          | FLC                    | 38         | 0          | FACup+CdL       | 0+0             | 0               | -                  | -                  | -                  | -           | -           | -           | 38     | 0      |
| 2013-2014              | Chelsea                | PL                     | 0          | 0          | FACup+CdL       | 0+0             | 0               | UCL                | 0                  | 0                  | SU          | 0           | 0           | 0      | 0      |
| Totale Chelsea         | Totale Chelsea         | Totale Chelsea         | 11         | 0          |                 | 5               | 0               |                    | 6                  | 0                  |             | 0           | 0           | 22     | 0      |
| 2013-gen. 2014         | Watford                | FLC                    | 7          | 0          | FACup+CdL       | 0+1             | 0               | -                  | -                  | -                  | -           | -           | -           | 8      | 0      |
| gen.-giu. 2014         | Wigan                  | FLC                    | 8          | 0          | FACup+CdL       | 3+0             | 0               | -                  | -                  | -                  | -           | -           | -           | 11     | 0      |
| 2014-2015              | Vitesse                | ED                     | 15+4       | 0+0        | CO              | 2               | 0               |                    | -                  | -                  | -           | -           | -           | 21     | 0      |
| 2015-2016              | Brentford              | FLC                    | 14         | 0          | FACup+CdL       | 1+0             | 0+0             | -                  | -                  | -                  | -           | -           | -           | 15     | 0      |
| 2016-2017              | Brentford              | FLC                    | 27         | 0          | FACup+CdL       | 2+0             | 0+0             | -                  | -                  | -                  | -           | -           | -           | 29     | 0      |
| 2017-2018              | Brentford              | FLC                    | 25         | 0          | FACup+CdL       | 1+2             | 0+0             | -                  | -                  | -                  | -           | -           | -           | 28     | 0      |
| 2018-2019              | Brentford              | FLC                    | 24         | 1          | FACup+CdL       | 4+1             | 0+0             | -                  | -                  | -                  | -           | -           | -           | 29     | 1      |
| Totale Brentford       | Totale Brentford       | Totale Brentford       | 90         | 1          |                 | 8+3             | 0+0             |                    | 0                  | 0                  |             | 0           | 0           | 101    | 1      |
| 2019-2020              | Birmingham City        | FLC                    | 8          | 0          | FACup+CdL       | 2+0             | 0+0             |                    | -                  | -                  |             | -           | -           | 10     | 0      |
| 2020-2021              | Birmingham City        | FLC                    | -          | -          | FACup+CdL       | -               | -               |                    | -                  | -                  | -           | -           | -           | -      | -      |
| Totale Birmingham City | Totale Birmingham City | Totale Birmingham City | 8          | 0          |                 | 2+0             | 0               |                    | -                  | -                  |             | -           | -           | 10     | 0      |
| 2020-2021              | MK Dons                | FL1                    | 14         | 0          | FACup+CdL       | -               | -               |                    | -                  | -                  |             | -           | -           | 14     | 0      |
| 2021-2022              | MK Dons                | FL1                    | 35+1       | 0+0        | FACup+CdL       | 2+0             | 0+0             |                    | -                  | -                  | EFL         | 5           | 0           | 43     | 0      |
| 2022-2023              | MK Dons                | FL1                    | 39         | 0          | FACup+CdL       | 2+1             | 0+0             |                    | -                  | -                  | EFL         | 1           | 0           | 43     | 0      |
| Totale MK Dons         | Totale MK Dons         | Totale MK Dons         | 88+1       | 0+0        |                 | 4+1             | 0+0             |                    | -                  | -                  |             | 6           | 0           | 100    | 0      |
| Totale carriera        | Totale carriera        | Totale carriera        | 269+5      | 1+0        |                 | 30              | 0               |                    | 6                  | 0                  |             | 6           | 0           | 316    | 1      |

## Palmarès

### Club
- FA Youth Cup: 1

Chelsea: 2009-2010

### Nazionale
- Campionato d'Europa Under-17: 1

2010